# Bitwa pod Kaliszem (obraz)
Bitwa pod Kaliszem – batalistyczny obraz olejny nieznanego malarza z XVIII w.; przedstawia bitwę pod Kaliszem stoczoną 29 października 1706 pomiędzy wojskami szwedzkimi i wspierającymi je oddziałami konfederatów warszawskich popierającymi Stanisława Leszczyńskiego a oddziałami saksońskimi, rosyjskimi i sprzymierzonymi z nimi konfederatami sandomierskimi popierającymi Augusta II Mocnego podczas III wojny północnej (1700–1721).
Na pierwszym planie, na białym koniu, siedzi August II w trikornie. Powalony przez jego konia jeździec, trzymający chorągiew szwedzką z trzema koronami, to generał Arvid Axel Mardefelt, który w tej bitwie został wzięty do niewoli. Obok, na koniach, przedstawieni zostali hetmani Adam Mikołaj Sieniawski i Stanisław Mateusz Rzewuski. Ponad nimi znaki hetmańskie i chorągwie: państwowa z białym orłem i herbem polsko–saskim oraz husarska z Matką Bożą. W głębi grupa żołnierzy w hełmach, z kopiami husarskimi, a po prawej stronie tocząca się bitwa na tle płonącego w oddali Kalisza.
Obraz stanowi wierne powtórzenie malowidła (o tych samych wymiarach 258 x 258 cm) na plafonie Sali Rycerskiej zamku w Podhorcach.
Obraz znajduje się w zbiorach Muzeum Książąt Czartoryskich w Krakowie.

## Galeria

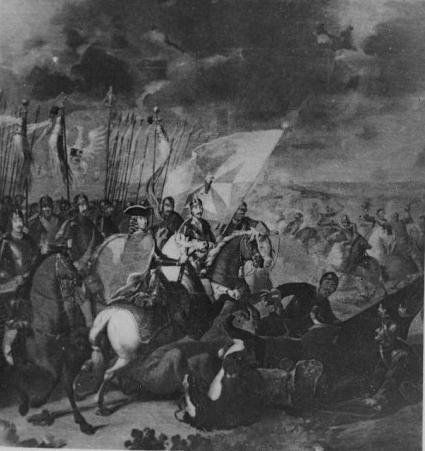
Plafon w Sali Rycerskiej zamku w Podhorcach